# L'Heure suprême (film, 1927)
Cet article concerne le film de Frank Borzage. Pour le film d'Henry King, voir L'Heure suprême.
Pour les articles homonymes, voir L'Heure suprême et Seventh Heaven.
Pour plus de détails, voir Fiche technique et Distribution.

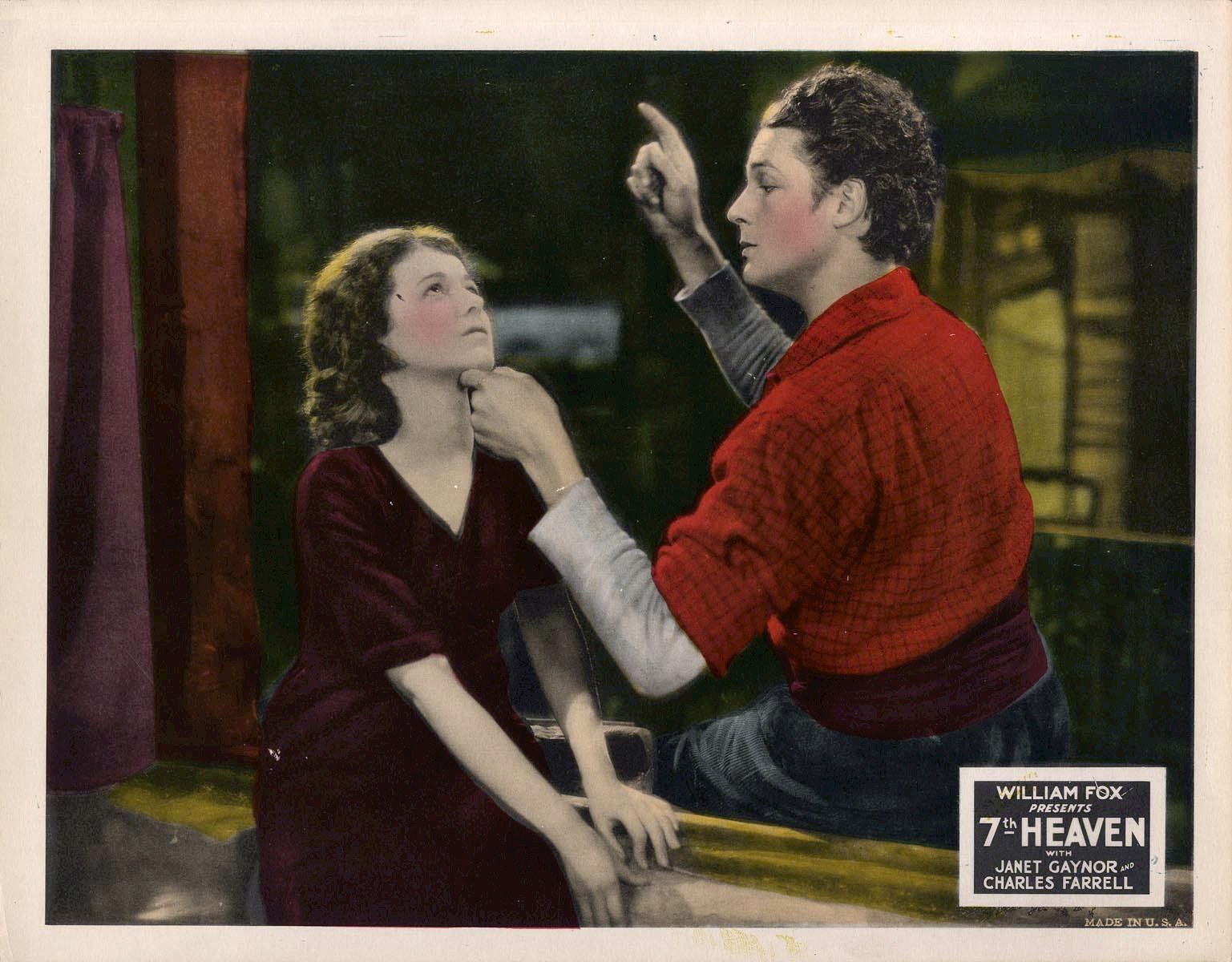
Janet Gaynor et Charles Farrell.

L'Heure suprême (Seventh Heaven) est un film américain réalisé par Frank Borzage, sorti en 1927.
John Ford en tourna quelques scènes.
Sous le même titre, Henry King réalisera un remake parlant en 1937 avec James Stewart et Simone Simon : L'Heure suprême (Seventh Heaven).

## Synopsis
Paris, 1914.

« In the slums of Paris - under a street known as The Hole in the Sock -- »

Chico travaille dans les égouts mais rêve de balayer les rues pour voir la couleur du ciel. Se lamentant sur son sort, il nie l'existence de Dieu au prétexte de sa condition actuelle. Il a prié et donné dix francs dans une église sans obtenir la moindre réalisation de ses vœux. Mais le père Chevillon entendant sa plainte lui offre deux médailles religieuses et lui offre le poste de balayeur dont il rêve.
Diane vit dans la misère, battue et rejetée à la rue par sa sœur qui lui reproche d'avoir avoué leurs vies immorales à l'oncle riche qui leur proposait une vie meilleure. Prostrée dans un caniveau, elle pleure sur son sort.
Chico prend pitié de Diane et la sauve des coups, puis du policier venu l'arrêter, en la faisant passer pour sa femme. L'homme fier prend alors la frêle jeune femme sous sa protection tout en niant plusieurs fois tout sentiment. Toutefois, il l'emmène chez lui pour attester de leur situation auprès de la police. Son appartement est situé au dernier étage d'un immeuble. Arrivé à ce septième étage, Diane se croit au paradis.
Pris à son propre jeu, Chico s'entiche de sa découverte et propose une robe de mariée à Diane qui comprend la réalité de ses sentiments inavoués. Mais bientôt la guerre éclate et les sépare. Chico et Diane se marient donc dans l'appartement, dans une cérémonie informelle et à seule valeur symbolique. Chacun garde une des médailles du père Chevillon en promettant de penser à leur union à chaque tintement de 11h du carillon.
Les mois passent, Chico combat sur le front (reconstitution étonnante de l'épisode des  taxis de la Marne) et monte en grade tandis que Diane travaille à Paris dans une usine de munitions. Le colonel Brissac vient régulièrement la courtiser, mais elle reste sourde à ses avances, dans l'euphorie idéelle de son union scellée par les deux médailles religieuses.
Un matin, l'officier frappe à sa porte pour annoncer la mort de Chico sur le champ d'honneur, mais elle refuse de le croire avant l'arrivée du père Chevillon qui lui rapporte la médaille symbolique. Prise par le doute, elle remet en cause ses croyances en son héros mais lorsqu'il surgit dans l'appartement elle se jette à ses pieds. Devenu aveugle, il rend gloire en sa foi au Dieu qu'il fustigeait pour avoir retrouvé son amour dans son paradis du septième étage.

## Fiche technique
- Titre original : Seventh Heaven
- Titre français : L'Heure suprême
- Réalisation : Frank Borzage
- Scénario : Benjamin Glazer, d'après la pièce éponyme de Austin Strong
- Décors : Harry Oliver
- Direction artistique : Harry Oliver
- Photographie : Ernest Palmer
- Montage : Katherine Hilliker, H.H. Caldwell
- Musique : Erno Rapee
- Production exécutive: William Fox et Sol M. Wurtzel
- Société de production : Fox Film Corporation
- Société de distribution : Fox Film Corporation
- Pays de production :  États-Unis
- Langue : anglais
- Format : Noir et blanc - 35 mm - Muet
- Genre : drame
- Durée : 120 minutes
- Dates de sortie : 
  - États-Unis : 6 mai 1927 (première à Los Angeles)
  - États-Unis : 25 mai 1927 (New York)

## Distribution
- Janet Gaynor : Diane
- Charles Farrell : Chico
- Ben Bard : Col. Brissac
- Albert Gran : Boul
- David Butler : Gobin
- Marie Mosquini : Madame Gobin

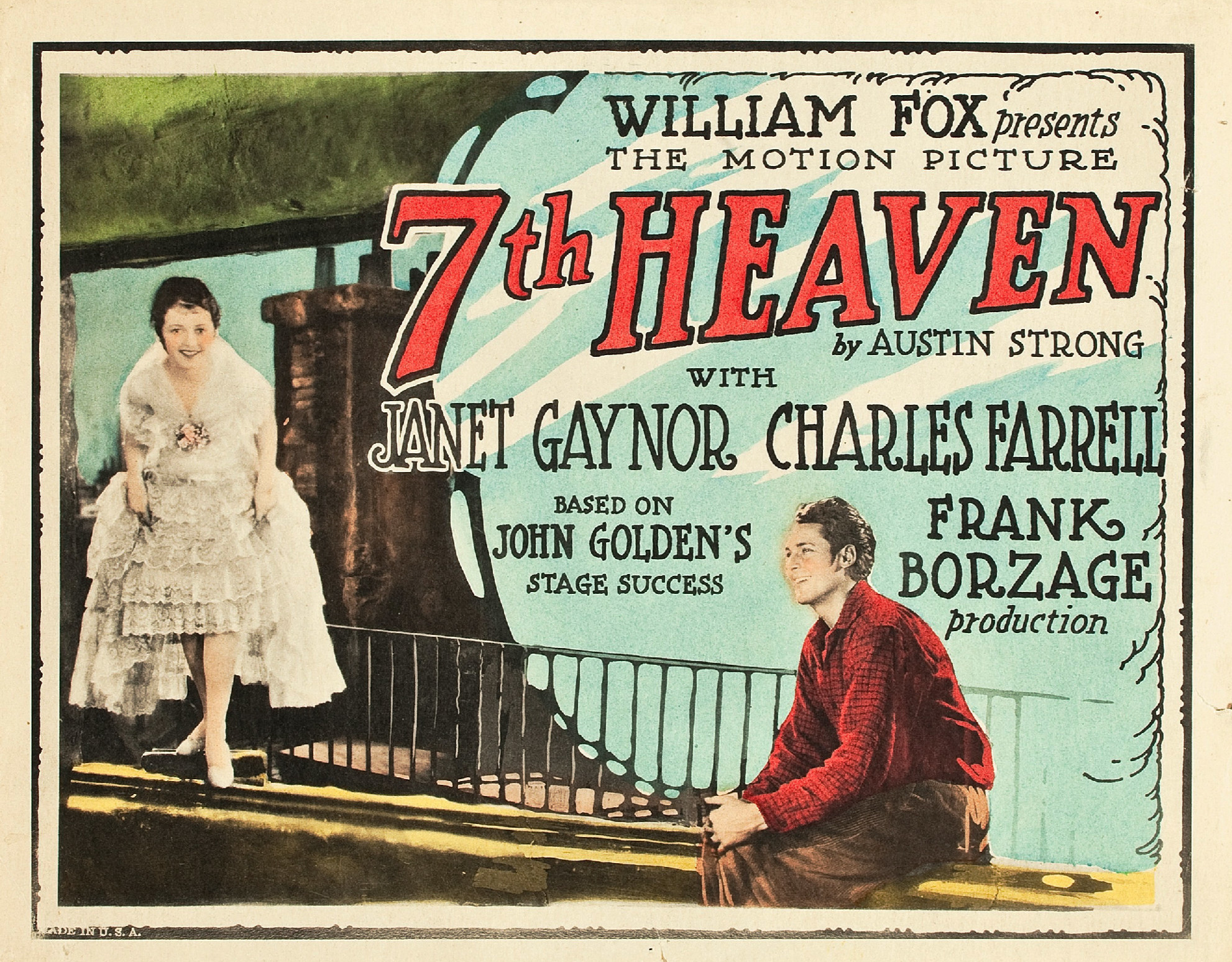
Carte promotionnelle du film.

- Émile Chautard : le père Chevillon
- Gladys Brockwell : Nana
- George E. Stone
- Henry Armetta (non crédité) : rôle indéterminé
- Jessie Haslett : Tante Valentine
- Brandon Hurst : Oncle George (rôle non crédité)
- Lillian West

## Galerie

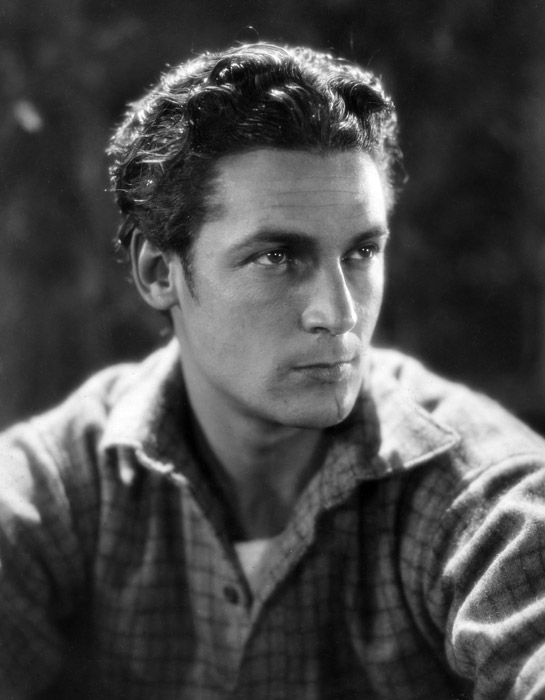
Charles Farrell
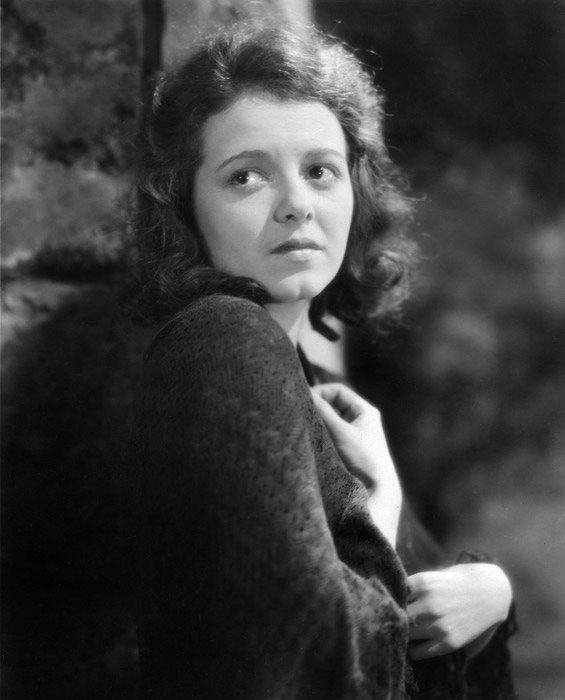
Janet Gaynor
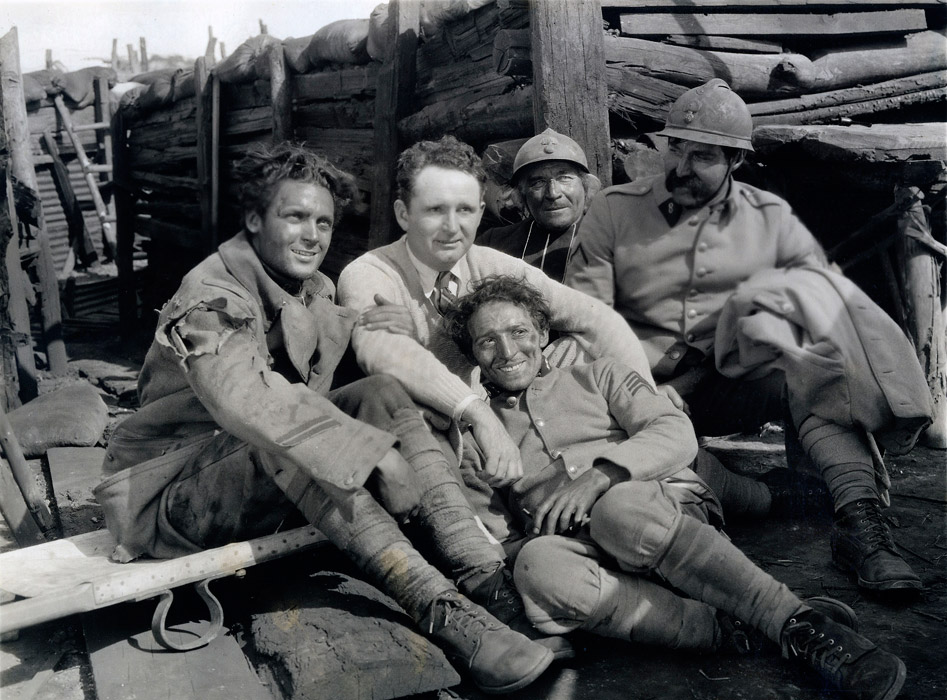
Frank Borzage (au centre) et des acteurs
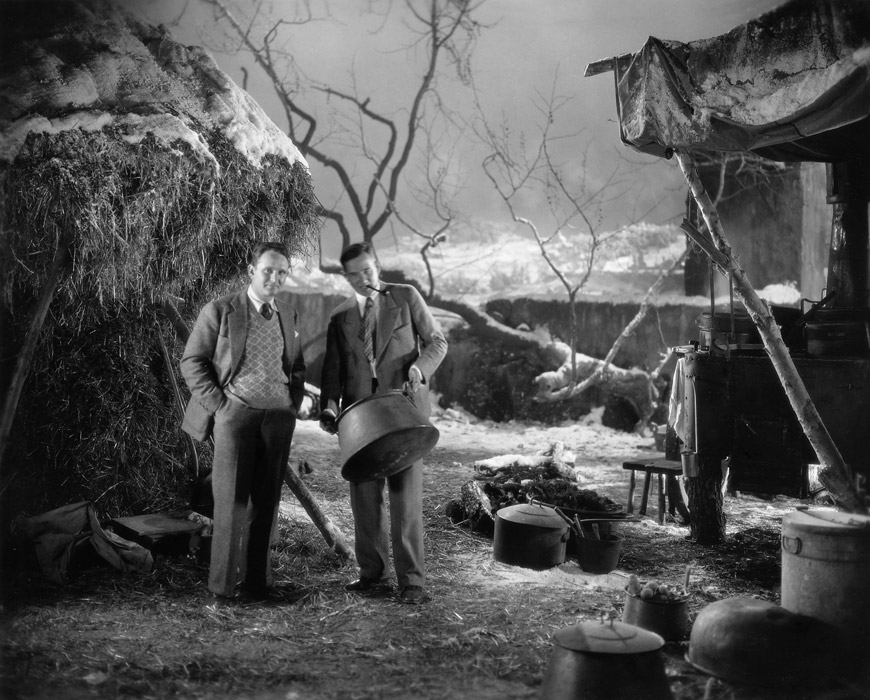
Frank Borzage, à gauche, et le directeur artistique Harry Oliver
- Le film.

## Distinctions
- Oscar de la meilleure actrice pour Janet Gaynor
- Oscar du meilleur réalisateur pour Frank Borzage
- Oscar du meilleur scénario adapté pour Benjamin Glazer
- Film inscrit au National Film Registry en 1995